# Hibernia-Riff
Das Hibernia-Riff ist ein Korallenriff im östlichen Indischen Ozean. Es liegt in der Timorsee, 42 Kilometer nordöstlich der Ashmore-Inseln, 62 Kilometer nordwestlich der Cartier-Insel und etwa 390 Kilometer vor der australischen Nordwestküste.
Das Riff mit der Form eines typischen Atollrings und mit einer Gesamtfläche von 11,5 km² ist meist überflutet und stellt deshalb eine Gefahr für die Schifffahrt dar. Es wurde im Juni 1811 von dem englischen Seefahrer Samuel Ashmore, Kapitän des Schiffs Hibernia, zusammen mit den südwestlich gelegenen Ashmore-Inseln für Europa entdeckt.
Trotz der Nähe zu den Ashmore-Inseln und der Cartier-Insel zählt das Hibernia-Riff politisch nicht zum australischen Außengebiet der „Ashmore- und Cartierinseln“.

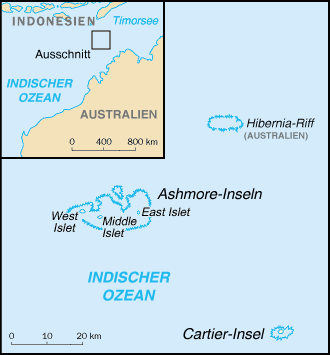
Lage des Hibernia-Riffs
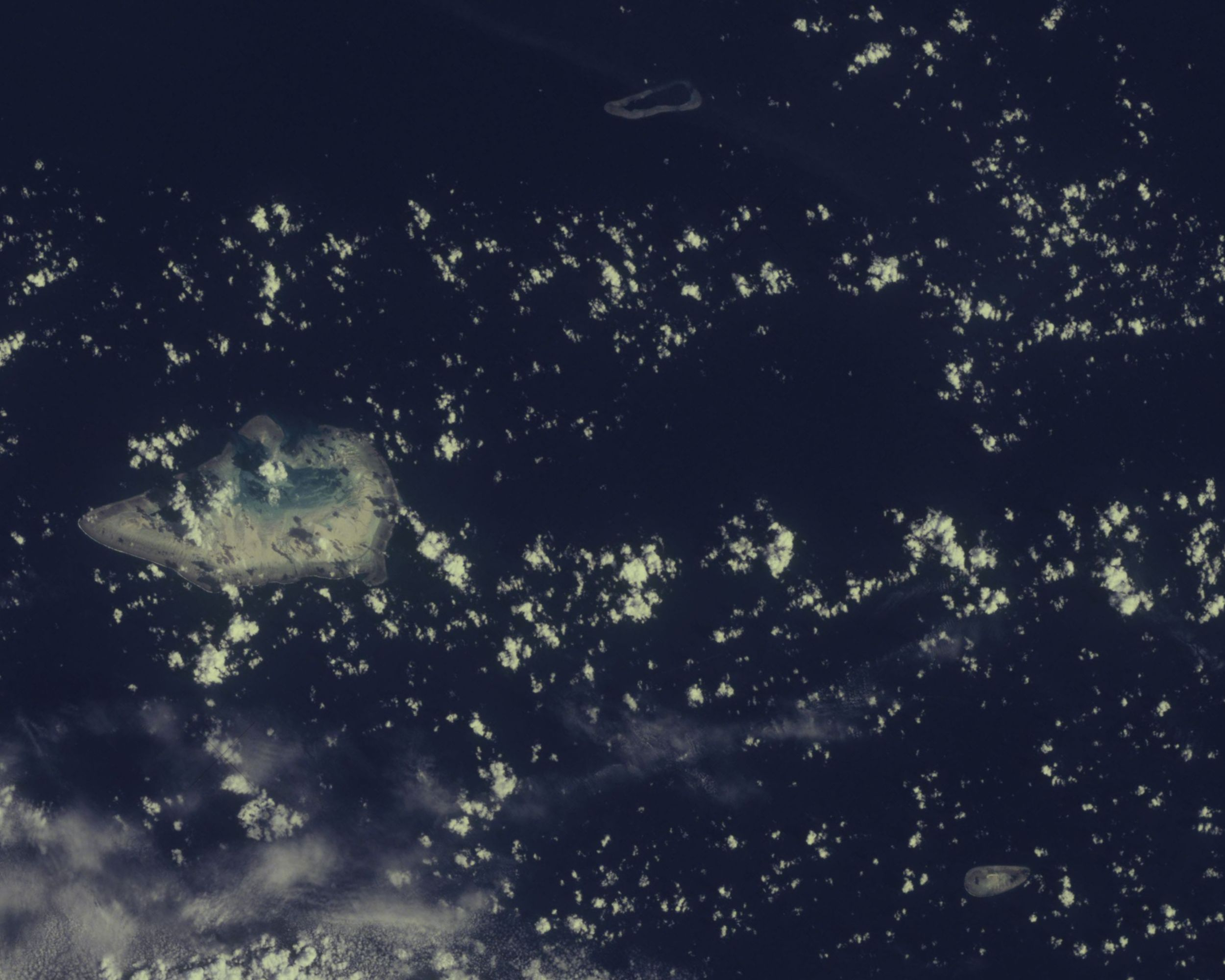
Das Hibernia-Riff (Mitte oben) nahe der Ashmore- und Cartierinseln